# Chrysopa batesi
Chrysopa batesi is een insect uit de familie van de gaasvliegen (Chrysopidae), die tot de orde netvleugeligen (Neuroptera) behoort. 
Chrysopa batesi is voor het eerst wetenschappelijk beschreven door Banks in 1946.